# André Laurent
Pour les articles homonymes, voir André Laurent (homme politique) et Laurent.
André Laurent est un industriel français, né à Firminy (Loire) le 1er mai 1938, président de l'AS Saint-Étienne de 1983 à 1993. Il fut le président de l'AS Saint-Étienne à la suite de la révélation d'une caisse noire au sein du club et sa relégation en D2.

## Son parcours dans l'industrie
Étudiant, il suit une formation de forgeage à chaud et de dessin industriel. Il obtient en 1967 son diplôme d'ingénieur professionnel de France. La même année, il crée son entreprise spécialisée dans les ébauches forgées destinées au décolletage, André Laurent S.A. En 1969, il oriente sa société vers la fabrication de boulons spéciaux. Elle est l'un des acteurs européens de pièces mécaniques d'assemblage de haute technologie.

## Président de l'ASSE
En 1983, il prend la présidence de l'Association sportive de Saint-Étienne. Le club de football est alors en pleine crise financière et secoué par l'affaire de la caisse noire. En 10 ans, il réussit avec un groupe d'amis à reconstruire ce club mythique. Il va également en faire le lieu de rencontre des chefs d'entreprise et des personnalités économiques et politiques de la Loire.
En 1984, il décide de faire confiance à un entraîneur de renom, Henryk Kasperczak, et à une équipe jeune issue du centre de formation, avec des joueurs tels que Jean-Philippe Primard, Jean-Luc Ribar, Jean-François Daniel, Eric Clavelloux et son frère Guy  Clavelloux, Patrice Ferri, Gilles Peycelon, encadrés par des joueurs plus expérimentés comme le gardien international Jean Castaneda et l'attaquant camerounais Roger Milla. À mi-saison, l'ASSE tourne à plein régime au point de réaliser une série record de 24 matches, soient 2 164 minutes de jeu, sans défaite. Un record toujours à battre.
L'ASSE remonte au sein de l'élite lors de la saison 1985-1986. Le club  y restera pendant toute la présidence d’André Laurent jusqu’à  la fin de la saison 1993. L’année 1987-1988 voit l’ASSE terminer à la  4e place, avec Robert Herbin comme entraîneur. Pendant cette période, l'effectif se renforce avec l’arrivée de joueurs tels que Thierry Gros, Gilbert Ceccarelli, Pierre Haon, Christophe Deguerville, John Sivebæk, Patrice Garande, Philippe Tibeuf ou Christophe Pignol.
La dernière saison sous la présidence d’André Laurent, 1992-1993, s’achève aux portes de la coupe de l'UEFA, avec une 7e place  et  en prime la deuxième meilleure défense de Première Division, emmenée par Joseph-Antoine Bell, Sylvain Kastendeuch et Jean-Pierre Cyprien. On notera durant cette période, le passage sous le maillot vert d'Alain Geiger, Lubomir Moravcik, Loïc Lambert, Dominique Corroyer, Titi Camara, Didier Tholot, Maurice Bouquet, Jean-Claude Pagal, Gérald Passi, Pascal Despeyroux, Christophe Chaintreuil, Patrick Moreau, Stéphane Santini, Etienne Mendy, Laurent Fournier, Yvon Pouliquen ou encore Rob Witschge.
De même les Verts connaissent 2 épopées marquantes en Coupe de France, stoppées au niveau des demi-finales. Malgré ce bon parcours André Laurent est contraint de démissionner en juin 1993, au profit du duo Yves Guichard - Jean-Michel Larqué, qui ne tiendra qu’une saison.

## Son palmarès à l'ASSE
2e du Groupe B du Championnat de France de football D2 1984-85 ; 1er du Groupe A du Championnat de France de football D2 1985-86 et montée en Championnat de France de football D1 1986-1987 ; 4e du Championnat de France de football D1 1987-1988 (42 pts - 18G 6N 14P) ; demi-finale de Coupe de France de football 1989-1990 ; 7e du Championnat de France de football D1 1992-1993 (43 pts - 13G 17N 8P) et deuxième meilleure défense de D1 (26 buts encaissés) ; demi-finale de la Coupe de France de football 1992-1993.

## Président de la Chambre de commerce et d'industrie
Homme de projet, il est élu président de la Chambre de commerce et d'industrie de Saint-Étienne / Montbrison en 1995. Il y restera jusqu'en 2004. En 1999, il va au bout de sa logique de chef d’entreprise, en proposant aux collectivités locales le Projet économique LOIRE, une démarche innovante visant à partager une vision pour l'avenir du territoire, définir une stratégie et mettre en œuvre un partenariat étroit pour le développement économique du territoire et la création d’emplois. L'objectif est double : développer la compétitivité des entreprises et renforcer l'attractivité du département.